# Kamil Kuzera
Kamil Kuzera (ur. 11 marca 1983 w Kielcach) – polski piłkarz grający na pozycji obrońcy, juniorski i młodzieżowy reprezentant kraju. Od 23 listopada 2022 do 31 lipca 2024 roku trener Korony Kielce.

## Kariera klubowa
Wychowanek Korony Kielce, w której pierwsze treningi rozpoczął mając dziesięć lat. Następnie występował w GZKS Nowiny i ponownie Koronie. W 1999 trafił do Wisły Kraków. Zadebiutował w niej 2 września w wygranym 2:0 meczu Pucharu Ligi z Ruchem Radzionków. Po raz pierwszy w I lidze wystąpił 8 września 2001 w pojedynku z GKS Katowice. W latach 2001–2003 rozegrał w barwach krakowskiego klubu cztery spotkania w europejskich pucharach.
Pod koniec sierpnia 2003 został wypożyczony do Korony Kielce. W sezonie 2003/04 strzelił w jej barwach w rozgrywkach III ligi trzy gole – jednego w meczu z Pogonią Staszów (debiut) oraz dwa w spotkaniu z Resovią. Następnie przebywał na wypożyczeniach w Górniku Zabrze (jesień 2004) i Widzewie Łódź (sezon 2005/06).
W 2006 trafił do Polonii Warszawa, w której zadebiutował 5 sierpnia w meczu z Ruchem Chorzów, natomiast pierwszego gola strzelił 25 marca 2007 w spotkaniu ze Stalą Stalowa Wola. Jesienią 2008 występował w rezerwach warszawskiego klubu. W 2009 przeszedł do Korony Kielce. Przed sezonem 2010/11 został jej kapitanem. 10 września 2011 zdobył swoją pierwszą bramkę w najwyższej klasie rozgrywkowej – strzelił gola w pojedynku ze Śląskiem Wrocław, przyczyniając się do zwycięstwa 2:1.
24 kwietnia 2015 zakończył karierę piłkarską jako zawodnik Korony Kielce, obejmując jednocześnie stanowisko skauta świętokrzyskiego klubu.

## Kariera międzynarodowa
W 1999 wraz z reprezentacją do lat 17 wziął udział w mistrzostwach świata w Nowej Zelandii – w turnieju tym zagrał w trzech meczach (we wszystkich w podstawowym składzie).
W maju 2000 uczestniczył z reprezentacją U-16 w mistrzostwach Europy w Izraelu. Występował także w zespołach do lat 19 i 21.

## Kariera trenerska
13 lipca 2015 został asystentem pierwszego trenera rezerw Korony Kielce. 9 stycznia 2017 dołączył do sztabu szkoleniowego pierwszej drużyny Korony, zostając jednym z asystentów Macieja Bartoszka. Współpracował z tym trenerem również w Bruk-Becie Termalice Nieciecza i Chojniczance Chojnice. W 2019 wrócił do Kielc, gdzie pracował jako asystent przy pierwszym zespole. Po zwolnieniu ponownie zatrudnionego w tym klubie Bartoszka, 11 marca 2021 Kuzera został tymczasowym trenerem Korony. Po objęciu przez Dominika Nowaka funkcji trenera Korony, Kamil Kuzera został ponownie asystentem trenera.
29 października 2022 został tymczasowym trenerem Korony Kielce, po odsunięciu Leszka Ojrzyńskiego od prowadzenia zespołu. Poprowadził drużynę w dwóch meczach rundy jesiennej Ekstraklasy: przeciwko Lechowi Poznań (2:3) i Widzewowi Łódź (0:1). 23 listopada 2022 został pierwszym trenerem zespołu, podpisując umowę do końca sezonu 2022/2023. Po 2. kolejce sezonu 2024/2025 Kuzera rozwiązał kontrakt z Koroną za porozumieniem stron.

## Osiągnięcia
Wisła Kraków U-19
- Mistrzostwo Polski juniorów: 2000

Wisła II Kraków
- IV liga: 2003

Wisła Kraków
- I liga: 2003, 2005
- Puchar Polski: 2002, 2003
- Puchar Ligi Polskiej: 2001
- Superpuchar Polski: 2001